# 三紋袋鼬
三紋袋鼬（學名：Myoictis melas）是一種有袋類肉食動物，屬於袋鼬目。主要棲息於西巴布亞、印度尼西亞及巴布亞新幾內亞。